# 静岡市立安倍口小学校
静岡市立安倍口小学校（しずおかしりつ あべぐちしょうがっこう）は、静岡県静岡市葵区にある公立小学校。

## 概要
正門にケヤキが植えられており、本校のシンボルとなっている。

## 歴史
- 1955年6月1日 - 静岡市立安倍口小学校へ改称
- 1959年10月 - 校歌制定
- 1974年3月 - 体育館竣工
- 1981年4月 - 美和小学校が開校し、本学より分離

## 通学区域
葵区

| - 安倍口新田 - 安倍口団地の一部 - 内牧 - 遠藤新田の一部 - 幸庵新田 | - 藤兵衛新田 - 中ノ郷の一部 - 西ケ谷 - 与左衛門新田の一部 |

## アクセス
- しずてつジャストライン美和大谷線 ｢安倍口小学校前｣停留所から、徒歩1分